# Зиренкель
Зиренкель (англ. zerenkel, zirenkel) — язык восточночадской ветви чадской семьи, распространённый в центральной части Чада в нескольких деревнях субпрефектуры Монго (Mongo) департамента Гера, входящего в состав региона Гера. С северо-востока и востока к территории распространения языка зиренкель примыкает ареал восточносуданского языка дар даджу, с юга и запада — ареал восточночадского языка дангалеат, на северо-западе проходит граница ареала языка зиренкель с ареалом чадских диалектов арабского языка. Письменность на основе латинского алфавита.
Численность говорящих — около 2 240 человек (1993). Согласно данным сайта Joshua Project численность этнической группы зиренкель составляет 4 400 человек. Социолингвистическая ситуация характеризуется распространением билингвизма, большинство носителей зиренкель также говорит на чадских диалектах арабского языка, часть представителей этнической общности зиренкель кроме того говорит на восточносуданском языке дар даджу и на восточночадском языке дангалеат. Язык зиренкель передаётся только некоторой части младшего поколения, намечается тенденция перехода младшего поколения к одноязычию (на языки соседних народов).
Согласно классификации афразийских языков британского лингвиста Роджера Бленча и классификации чешского лингвиста Вацлава Блажека зиренкель относится к группе языков муби. Зиренкель наиболее близок языкам джегу, биргит, масмадже, муби, торам и каджаксе.

В классификации, представленной в справочнике языков мира Ethnologue, зиренкель включён вместе с языками биргит, масмадже, каджаксе, муби и торам в состав подгруппы B1.2 группы B восточночадской языковой ветви.
Отмечается большое лексическое сходство зиренкель с языком муби (до 71 % лексики) и диалектами дангалеат (до 34—36 % лексики).